# Famille de Rarécourt de La Vallée de Pimodan
La famille de Rarécourt de La Vallée de Pimodan anciennement Henriet selon certains auteurs est une famille subsistante de la noblesse française, originaire de Lorraine.

## Histoire
Les sources sont divergentes sur le nom originel de cette famille, son origine, son principe de noblesse et sa date. Des sources contemporaines indiquent que cette famille originaire du pays d'Argonne portait autrefois le nom Henriet et fut anoblie en 1581 avec reprise de noblesse maternelle,,,,.
Les sources  sont également divergentes sur l'origine de cette famille
- Un certificat du 17 mai 1766 délivré pour les Honneurs de la Cour par Monsieur de Beaujon, généalogiste des ordres du roi la fait descendre d'un famille de Rarécourt mentionnée dès 1256 avec une filiation prouvée remontant à 1363 avec Baudouin de Rarécourt, écuyer.
- Des sources récentes la font descendre d'une famille Henriet anoblie en 1581[6], issue en ligne maternelle d'une famille de La Vallée, elle-même issue en ligne maternelle de la famille de Rarécourt.

La famille de Rarécourt trouve son origine dans la paroisse de Rarécourt, en Argonne (Meuse). La première mention d'un Raoul, « chevalier, voué de Rarécourt », date de 1256,.

### Sources
- En 1581, Didier Richier, hérault d’arme et grand généalogiste du duc Charles de Lorraine, commis à la recherche de la noblesse du bailliage de Clermont admet comme nobles : « Chrestophe Henriet dict de La Vallée porte les armes de sa tri-aïeule Marguerite de La Vallée : D’argent à 5 annelets de sable en  sautoir, cantonnés de 4 hermines de même en croix » et «Jacques Henriet dict de La Vallée Fils de Perrette Richier. »[9].
- Le 17 mai 1766 Monsieur de Beaujon, généalogiste des ordres du roi sur preuves des pièces qui lui avaient été fournis délivra un certificat pour les Honneurs de la Cour donnant la filiation suivante[7] :
- Baudouin de Rarécourt père de :
  - Jacquemin de Rarécourt père de :
  - Jean de Rarécourt acquit des biens au lieu de la Valle près de Rarécourt, père de :
    - Colin de Rarécourt qui prit le nom de la Vallée, épousa Ide de Montcel et eut deux fils :
      - Jacquemin de la Vallée, surnommé de Rarécourt qui fut maintenu dans sa noblesse en 1465, et continua la branche ainée qui s'est éteinte.
      - Jean de la Vallée, acquit en 1458 divers héritages dans la terre de la Vallée, père de :
        - Cugny de la Vallée, père :
          - Jean de la Vallée, sans postérité.
          - Christophe de la Vallée, écuyer, seigneur de Parois et de la Vallée dont il rendit aveu au duc de Lorraine et de Bar en 1573, épousa Perrette Richer de Vandelincourt dont postérité.

        - Marguerite de la Vallée, épouse Collart de Custine.

Selon André Borel d'Hauterive (1858) : "Cette ancienne et illustre maison a porté primitivement le nom de Rarécourt, qu'on retrouve dans plusieurs chartes de l'abbaye de Saint-Remy de Reims, (…). Maintenue dans ses privilèges de noblesse d'ancienne extraction dès l'an 1465, elle a été admise aux Honneurs de la Cour les 15 juin et 18 août 1766, sur preuve faites devant M. Beaujon, généalogiste des ordres du roi, enregistrées au cabinet des ordres de Sa Majesté, le 14 août 1780, par M. Bernard Chérin, généalogiste et historiographe des ordres du roi.".
En 1885, Monseigneur Justin Fèvre, Protonotaire apostolique, indique dans sa "Notice historique et biographique sur la maison de Rarécourt de la Vallée Pimodan" : "À partir de Raussin, avoué de Rarécourt, (qui prit part à la 5e croisade en 1217), la généalogie de sa maison prend le caractère officiel. On sait avec quel soin étaient faites les fameuses preuves de la cour ; en effet, il s'agissait pour les familles non-seulement d'être admises aux honneurs de la cour, mais encore de voir leur généalogie revêtue en quelque sorte de la sanction royale"..
Le vicomte Oscar de Poli (Président du Conseil héraldique de France), indiquait en 1895 dans son ouvrage consacré à la "Maison de Rarécourt de la Vallée de Pimodan" : "Dans son mémoire sur la maison de Rarécourt de la Vallée de Pimodan, pour les Honneurs de la Cour, l'avocat général Beaujon, généalogiste des Ordres du Roi, s'exprime en ces termes : «Les premiers auteurs de M. de Pimodan ont porté le nom de Rarécourt et sont connus depuis Raussin de Rarécourt, vassal du comte de Bar en 1247 (...)». Sur le vu des preuves produites, le généalogiste royal établit la filiation authentique, de mâle en mâle, seulement depuis Baudoin de Rarécourt, écuyer, feudataire de l'abbaye de Beaumont-en-Argonne en 1363".
Dans son ouvrage "Titres de la maison de Rarécourt de La Vallée de Pimodan, vérifiés en 1766 par M. de Beaujon", paru en 1903, Alphonse Roserot indique : "Les règlements exigeaient en cette matière (pour l'admission aux Honneurs de la Cour) la preuve de noblesse et de filiation remontant au moins à 1399. Les pièces produites devant M. de Beaujon lui ont permis d'établir la filiation authentique à partir de 1363. (...). Enfin, le mémoire du généalogiste des ordres du Roi certifie que la famille dont il s'agit a porté anciennement le nom de Rarécourt, seigneurie du Clermontois, dans la contrée d'Argonne."
Henri Jougla de Morenas écrit dans Grand Armorial de France (1948) : "Cette Maison chevaleresque, citée dans le XIIe, prouve sa filiation, selon les preuves pour l'admission aux Honneurs de la Cour en 1766, depuis Baudouin de Rarécourt, Ecuyer, tr en 1363, (...) jusqu'à Christophe, lequel laissa lui-même 2 fils. Le cadet : Martin, fut l'auteur des sgrs de Vraincourt, éteints à la fin du XVIIe"
L. Germain dans le Bulletin mensuel de la Société d'archéologie lorraine (1905) écrit « Le nom et les armes de La Vallée ont été portés par un groupe nombreux de familles qui, sans doute, descendaient maternellement, souvent les unes par les autres, d'une famille primordiale, dont je n'ai pas à rechercher ici l'origine (...) Jean de la Vallée était fils de Cuny, fils lui-même de Jean Henriet et de Marguerite de la Vallée, fille de Collin de la Vallée, dont je ne veux pas ici tâcher de retrouver les ascendants. C'est du chef de cette dame que Cuny Henriet, son fils, prit le nom de la Vallée et que ses descendants le conservèrent ».
Des sources contemporaines dont Dominique Labarre de Raillicourt Les titres pontificaux en France du XVIe au XXe siècle (1962), le Nouveau Nobiliaire de France (1997) de Jean de Vaulchier, Jean-Jacques Lartigue et Louis d' Izarny-Gargas, le Dictionnaire de la noblesse française (1975) de F. de Saint Simon et le Catalogue de la Noblesse française au XXIe siècle (2007) de Régis Valette indiquent que cette famille originaire du pays d'Argonne portait autrefois le nom Henriet et fut anoblie en 1581 avec reprise de noblesse maternelle.
Philippe du Puy de Clinchamps dans L'ancienne noblesse française en 1955 écrit au sujet de la famille de La Vallée de Rarécourt de Pimodan : « La recherche des nobles du Duché de Bar de Didier Richer (1579-1581) fait apparaître qu'ils sont Henriet, et anoblis par la reprise de la noblesse de leur aïeule Marguerite de La Vallée suivant la coutume de Bar. »
Selon une généalogie de cette famille parue dans Les Annales de l'Est en 1961, cette famille est issue de trois familles différentes : La famille de Rarécourt, la famille de la Vallée et enfin la famille Henriet avec :
Famille de Rarécourt : N de Rarécourt, fille de Jacquemin de Rarécourt et de Denise de Ville épouse Colin Ier, seigneur de La Vallée (fils de N de La vallée, demeurant à Rarécourt)
Famille de La Vallée : Colin Ier, seigneur de La Vallée eut de son mariage avec N de Rarécourt, Jean de La Vallée, seigneur de Rarécourt et de La Vallée († avant 1416) qui épousa Henriette de Puxe et fut le père de Colin II seigneur de la Vallée, dit de Rarécourt, marié à Ide de Moncel, dame d'Autrecourt dont il eut Jacquemin, Jean et Marguerite.
Famille Henriet : Marguerite de La Vallée, fille de Colin II de La Vallée et de Ide de Moncel épousa vers 1458 Jean Henriet, dit Petit-Jean, demeurant à Rarécourt.

Jean Henriet était non noble, mais la coutume de Champagne voulait que « le ventre anoblit ».
Ils eurent trois fils :
- Jacquemin, qui "reprend la noblesse de sa mère"[16], maintenu noble d'ancienne extraction en 1475, il épousa Isabelle de Ville et continua la branche aînée éteinte au XVIIe[2].
- Jacques Henriet, dit de La Vallée[16].
- Cuny Henriet, dit de La Vallée, marié à Jeanne Le Maire et père de Christophe Henriet, dit de La Vallée, marié à Marguerite Fourault dont Christophe II de La Vallée, écuyer, marié à Perrette Richier et qui continua[16].

Le titre de duc romain fut conféré par le pape Pie IX (Bref du 31 octobre 1860) aux enfants du général Georges de Rarécourt de la Vallée de Pimodan (branche ainée), mort à la bataille de Castelfidardo le 19 septembre 1860 pour la défense du Saint-Siège. Cette branche s'est perpétuée à Paris, tandis que la branche cadette s'est établie en Bretagne par le mariage, en 1801 à Nantes, de Charles Armand de Rarécourt de La Vallée de Pimodan avec Jeanne de Goyon.

## Personnalités
- Christophe de la Vallée, évêque-comte de Toul (1589-1607), primat de Lorraine, prince du Saint-Empire. Il fut le dernier évêque-comte de cette ville qui reçut l'investiture impériale (29 novembre 1593). Membre du conseil privé d'Henri IV. Décédé en 1607 à l'âge de 55 ans. Chevalier de l'ordre de Saint-Michel.
- Charles Jean de Rarécourt de La Vallée de Pimodan (1730-1803), titré marquis de Pimodan[12], (titre de courtoisie)[17], mousquetaire du roi, grand bailli d'épée de Toul, chevalier de l'ordre royal et militaire de Saint-Louis. Marié le 11 mai 1762 à Charlotte Sidonie Rose comtesse de Gouffier, abbesse des Bouxières.
- Charles Louis Honoré de Rarécourt de La Vallée de Pimodan (1763-1845), titré marquis de Pimodan[12] (titre de courtoisie)[17], grand bailli d'épée de Toul, gentilhomme d'honneur du comte de Provence, aide de camp de Louis XVIII en émigration et lieutenant-général de ses armées, chevalier de l'Ordre Royal et Militaire de Saint-Louis, chevalier de la Légion d'honneur, marié le 23 mai 1786 avec Pauline de Pons Saint-Maurice.
- Camille Louis Charles de Rarécourt de La Vallée de Pimodan (1789-1856), titré marquis de Pimodan[12] (titre de courtoisie)[17], capitaine de cavalerie, chef d'escadron d'état major, gentilhomme de la Chambre du roi Charles X, chevalier de la Légion d'honneur. Marié le 6 juillet 1819 avec Claire Fauveau de Frénilly.
- Georges de Rarécourt de La Vallée de Pimodan (1822-1860), titré marquis de Pimodan[12] (titre de courtoisie)[17], chambellan de l'empereur d'Autriche, colonel dans l'armée autrichienne, puis général au service des États pontificaux. marié le 29 mars 1855 à Emma de Couronnel.
- Gabriel de Rarécourt de La Vallée de Pimodan (1856-1924), poète, historien, et conseiller général de la Haute-Marne, maire d'Échenay, membre du Jockey Club de Paris. Titré duc romain de Rarécourt de la Vallée de Pimodan (1860 confirmé 1899).
- Claude de Rarécourt de La Vallée de Pimodan, né le 15 juillet 1859, Saint-Cyr promotion "des Zoulous" 1878-1880, lieutenant-colonel de cavalerie breveté d'État-major, officier de la Légion d'honneur[18]. Marié le 27 janvier 1885 à Georgina de Mercy-Argenteau, dame de l'Ordre royale de Thérèse, dame Grand-Croix de l'Ordre pontifical du Saint-Sépulcre de Jérusalem. Titré duc romain de Rarécourt de la Vallée de Pimodan (1860 confirmé 1899).
- Pierre de Rarécourt de la Vallée de Pimodan (1886-1918), avocat et un militant de l'Action française. Mort pour la France en 1918.
- Henri de Rarécourt de La Vallée de Pimodan (1911-1945), capitaine de corvette, résistant, mort en déportation. Chevalier de la Légion d'honneur, croix de guerre 1939-1945.
- Pierre de Rarécourt de La Vallée de Pimodan (1918-1985), consul de France à Palerme, chevalier de la Légion d'honneur.
- François de Rarécourt de La Vallée de Pimodan, élève de l'École Spéciale Militaire de Saint-Cyr promotion roi Albert Ier. Lieutenant-colonel de l'Arme Blindée-Cavalerie, commandant le 8e régiment de hussards, mort pour la France en Algérie en 1958. Officier de la Légion d'honneur, croix de guerre 1939-1945, croix de guerre des TOE, croix de la Valeur militaire. Marié le 2 septembre 1936 avec Geneviève de Mieulle.

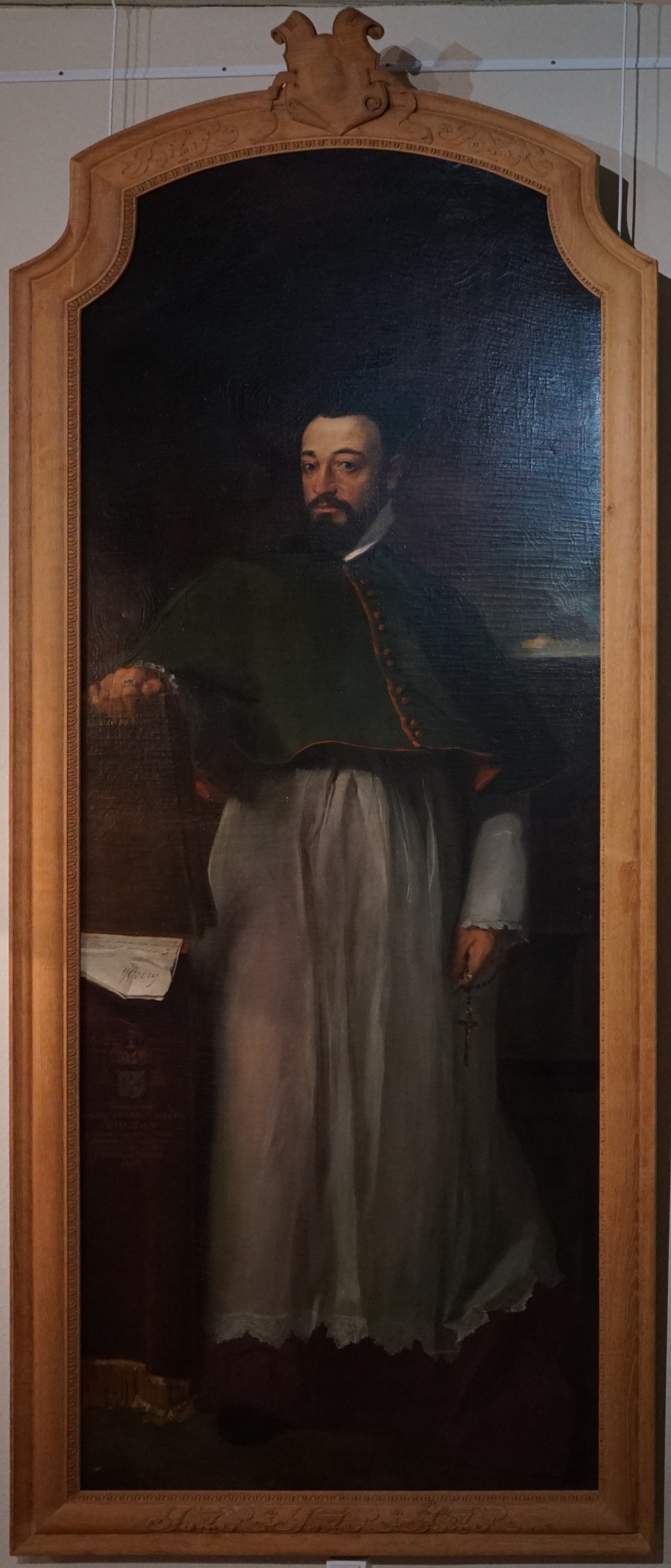
Christophe de La Vallée
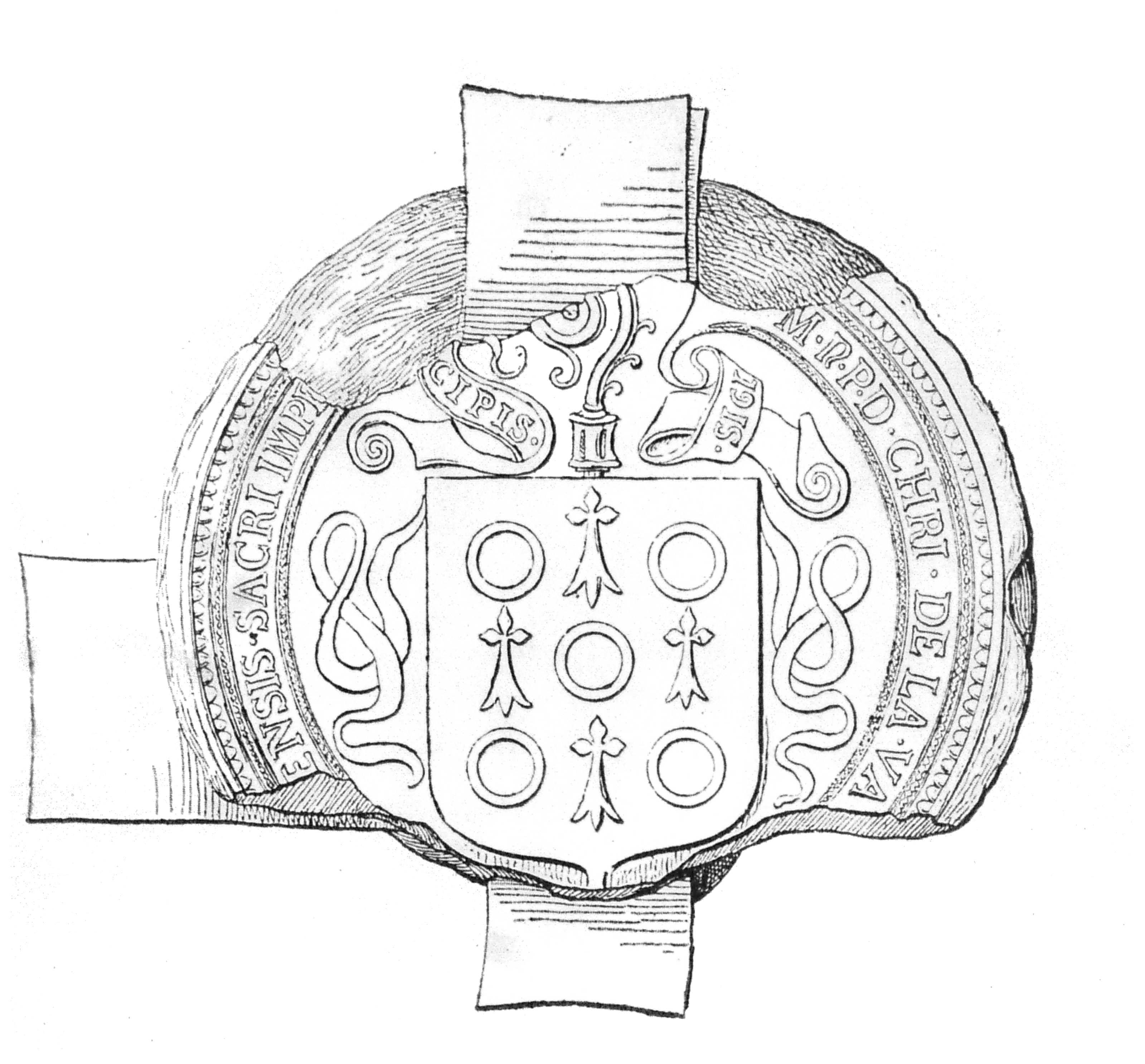
Sceau de Christophe de la Vallée (1589-1607) évêque-comte de Toul
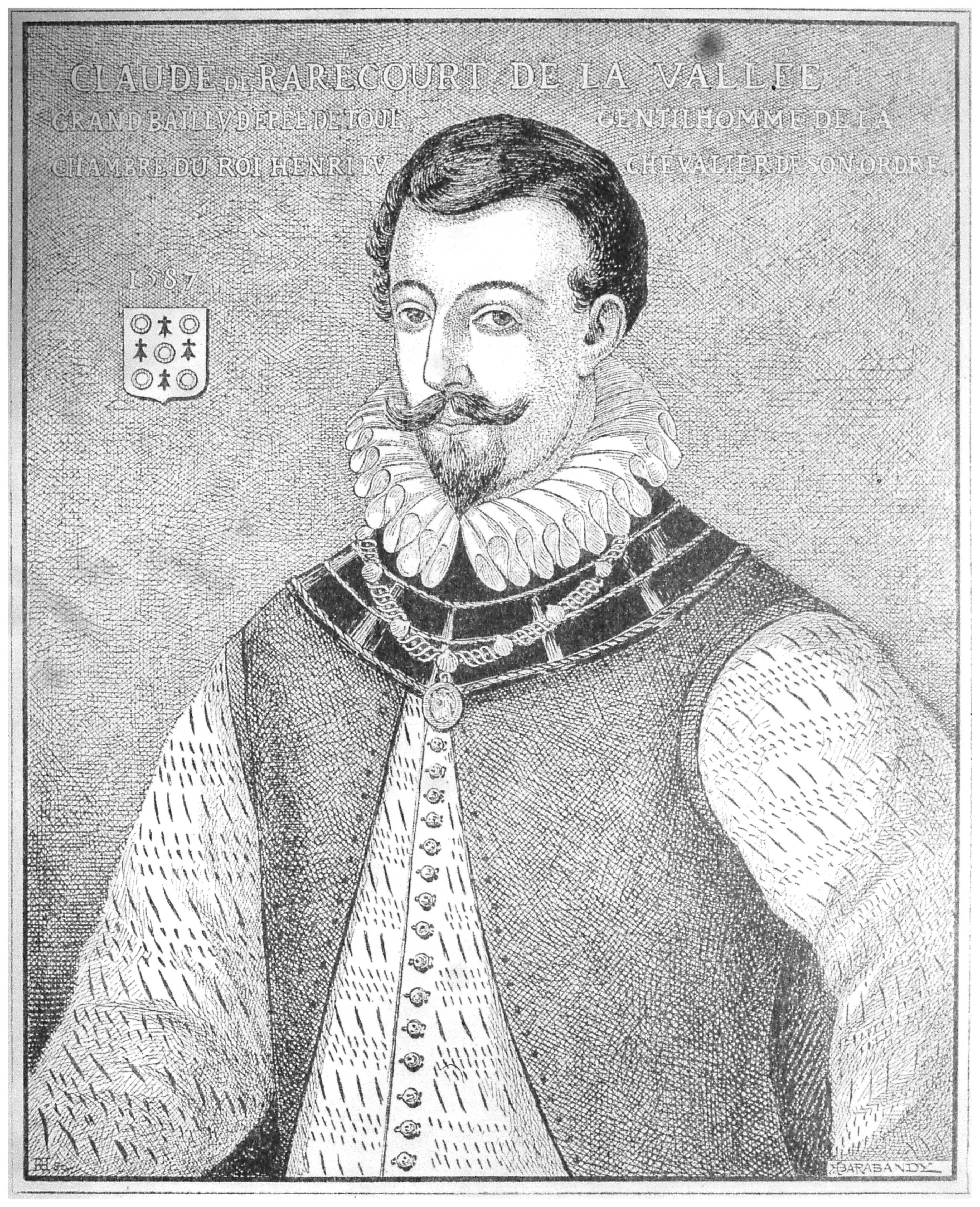
Claude de Rarécourt de La Vallée
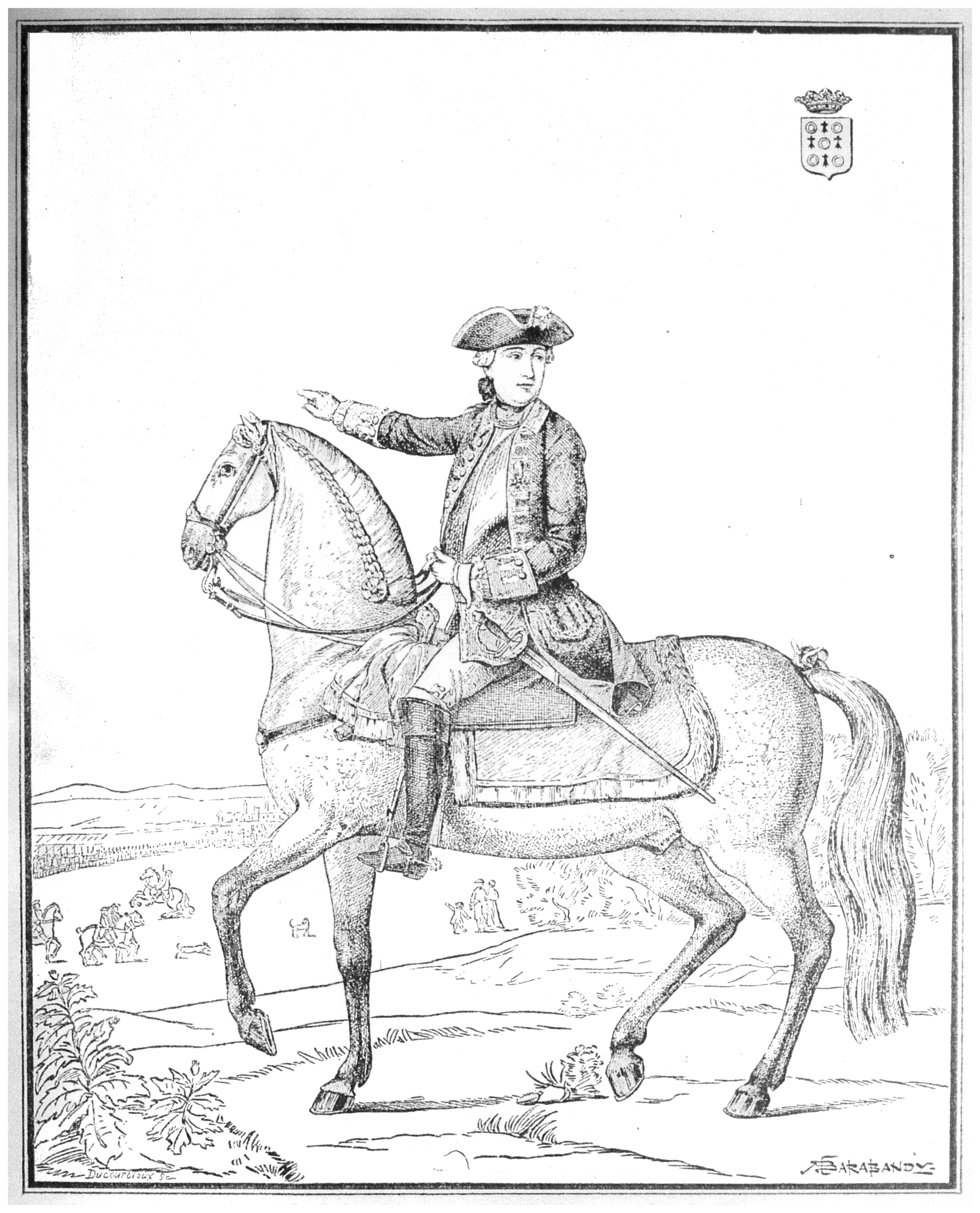
Charles-Jean de Rarécourt de La Vallée (1730-1803)
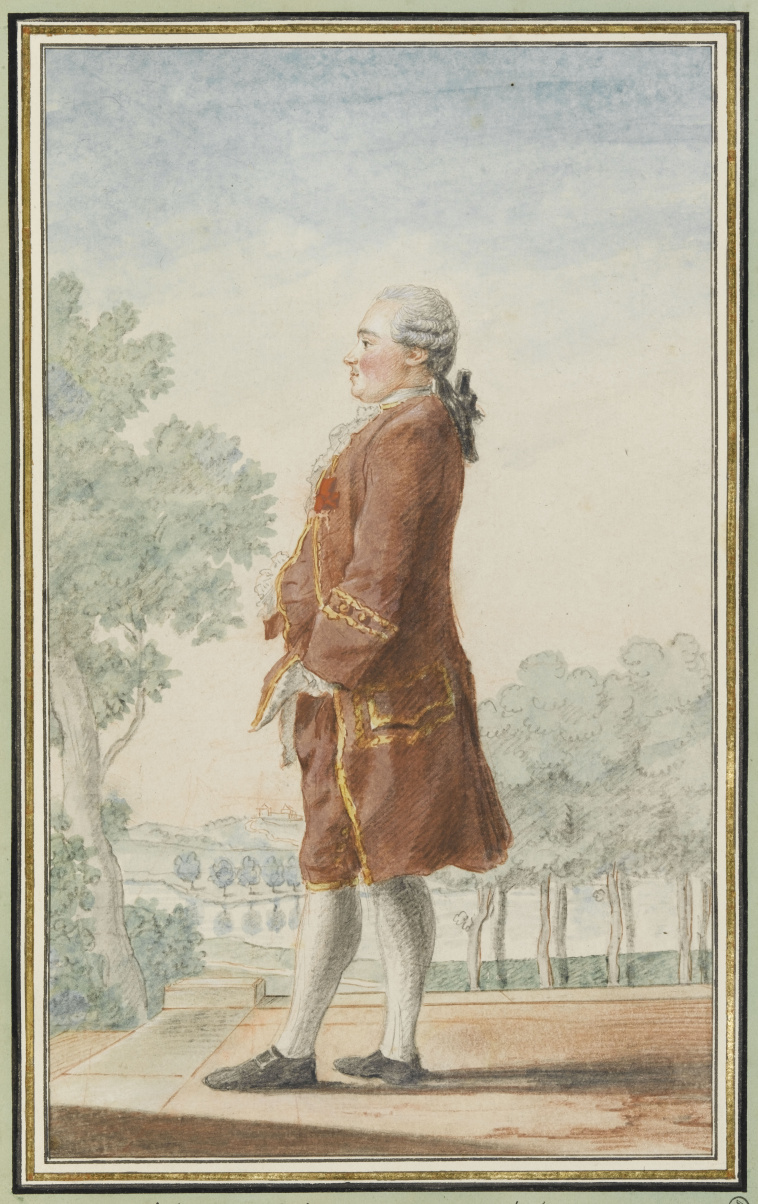
Le marquis de Pimodan, par Carmontelle
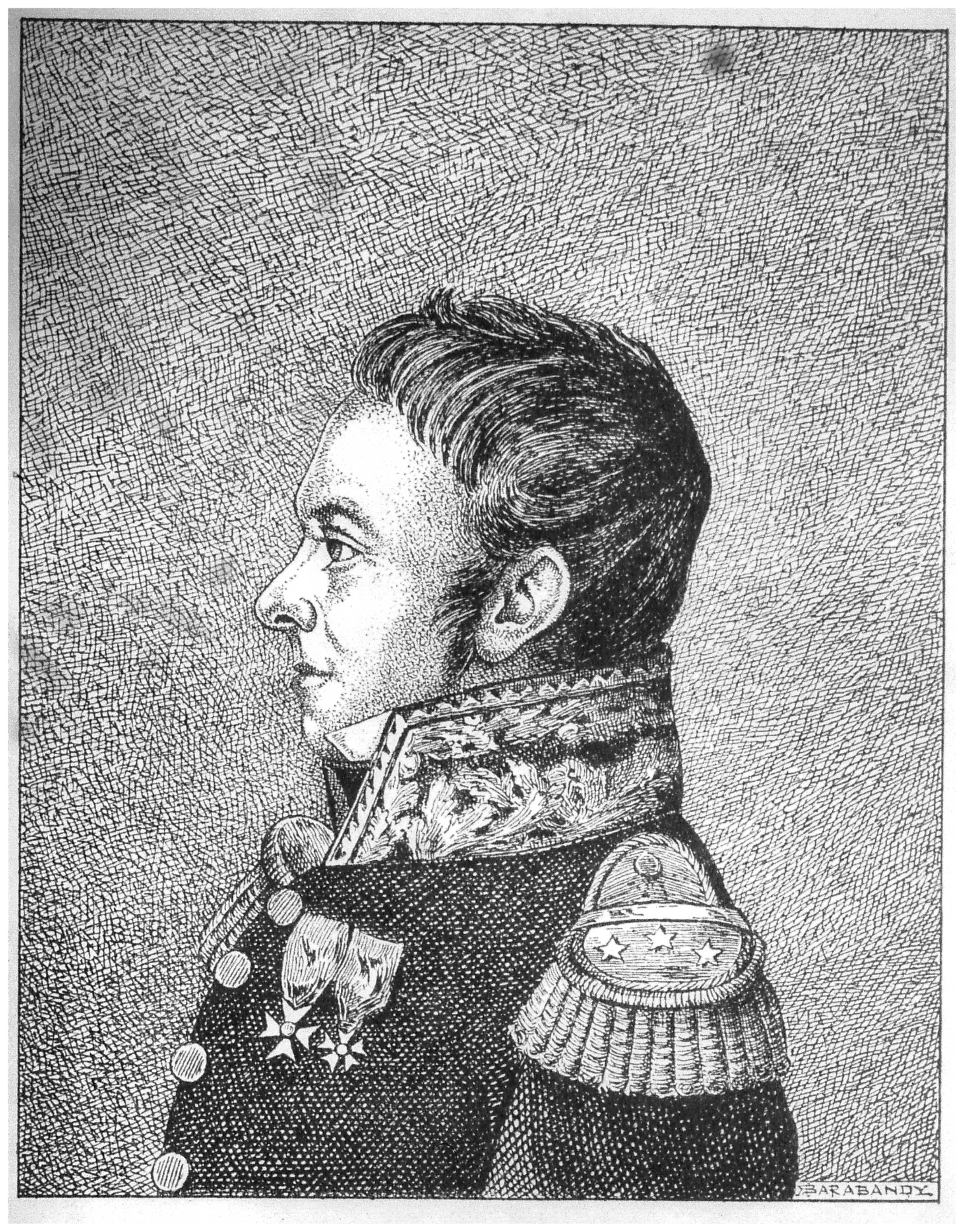
Charles Louis Honoré de Pimodan
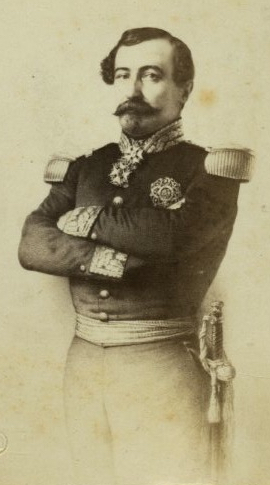
Général Georges de Pimodan
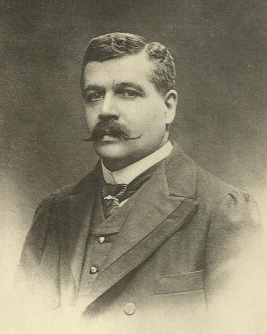
Gabriel de Pimodan

## Alliances
Les principales alliances de la famille de Rarécourt de La Vallée de Pimodan sont : de Mercy-Argenteau, de la Grandière, de Brossin de Méré, de Lasteyrie du Saillant (1936), de Mieulle (1936), Le Gouz de Saint-Seine (1939), Thibault de La Carte de La Ferté Sénectère (1960), de La Barre de Nanteuil, d'Armand de Chateauvieux, de Montaigne de Poncins, d'Ornellas.

## Armoiries
| Image | Armoiries |
| ----- | --- |
|       | Armes de la famille de Rarécourt de la Vallée de Pimodan D’argent à cinq annelets de gueules en sautoir, cantonnés de quatre mouchetures d’hermine de sable. (Armes reprises par la commune d'Échenay) Devise : « Potius mori quam fœdari » Cri : « Rarécourt ! »                                          |
|       | Claude de Rarécourt de la Vallée de Pimodan, officier de la Légion d'honneur, grand-croix de l'ordre équestre du Saint-Sépulcre de Jérusalem, reçu le titre de duc romain par bref pontifical de 1860. D’argent à cinq annelets de gueules en sautoir, cantonnés de quatre mouchetures d’hermine de sable. |

## Titres de noblesse
- Duc romain par bref du pape Pie IX du 31 octobre 1860 pour les deux fils de Georges de Rarécourt de la Vallée de Pimodan, confirmé par bref du 14 mai 1899 sous le titre de duc de Rarecourt de la Vallée de Pimodan avec extension à tous les descendants mâles[2].
- Reconnaissance en Autriche du titre de comte le 13 août 1862[2].
- La famille de Rarécourt de la Vallée de Pimodan porte un titre de courtoisie de marquis de Pimodan [17] sous lequel elle fut admise aux honneurs de la cour en 1766.

Après l'achat en 1680 de la baronnie d'Échenay et des terres de Montreuil, Buxières, Fronches, Provenchères sur Marne etc., elle prit dans les actes les titres de comte et baron des Chenets (d'Échenay) de Bussières, de Froncles, de Provenchères etc..

## Terres
- Seigneurs de Rarécourt, de La Vallée, de Parois, de Vraincourt, de Boucq, de Jubainville, de Gilaumé, d'Aingoulincourt, de Soulaincourt, de Pensey, de Vaudeville, de Thonnances, de Villers, d'Anglbert, et autres lieux

## Anciennes demeures

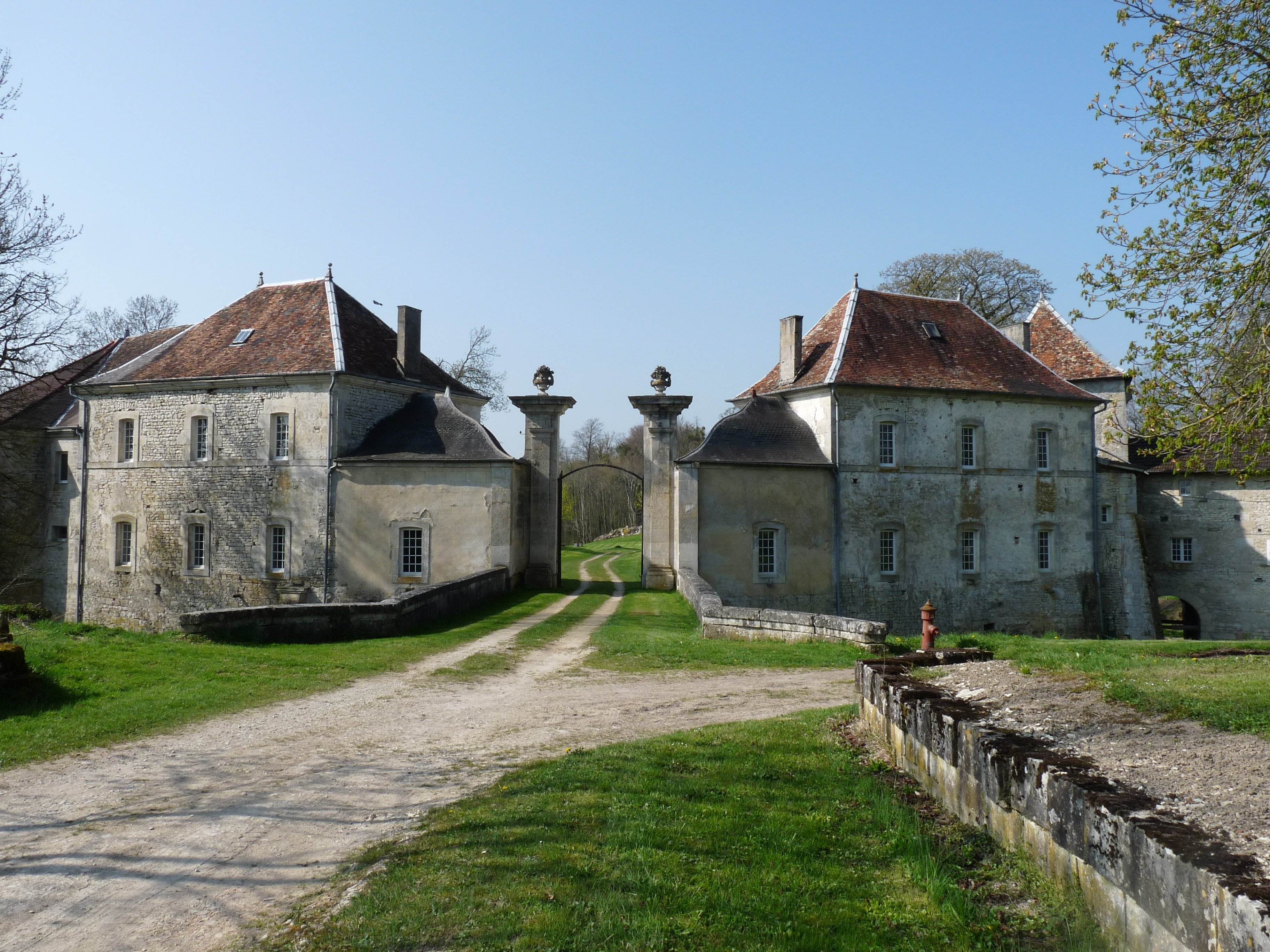
Entrée du château de Pimodan, à Échenay.

- Maison forte de La Vallée, sur la commune de Rarécourt
- Château de Pimodan, sur la commune d'Aubréville, aujourd'hui disparu
- Ancien Hôtel Pimodan, à Toul, un des monuments historiques de Meurthe-et-Moselle
- Château d'Échenay, à Échenay (Haute-Marne)
- Hôtel de Lauzun dit aussi hôtel de Pimodan à Paris (de 1779 à la Révolution)
- Château de la Bretesche à Champtoceaux (Maine-et-Loire)
- ancienne abbaye d'Ecurey (recensement de 1796 - acquisition après la Révolution par son beau-fils Théodore-Ferdinand d'Esclaibes)
- Château de La Gemmeraie à La Chapelle-sur-Oudon (Maine-et-Loire)

## Hommages
- Deux navires (avisos) successivement nommés « Commandant de Pimodan » en l'honneur d'Henri de Pimodan, le plus récent étant le Commandant de Pimodan (F787)
- rue Pimodan à La Chapelle-sur-Oudon (Maine-et-Loire)